# Championnat de Belgique de football 1940-1941
Navigation
Saison précédente Saison suivante
Le championnat de Belgique de football 1940-1941 est une saison non officielle du championnat de première division belge. Son nom officiel est « Division d'Honneur ». Pendant que le pays panse les plaies des combats et subit l'occupation allemande, la fédération décide d'organiser une « compétition d'urgence » réunissant vingt clubs. Exceptionnellement, le championnat accueille quatre équipes de Division 1 et deux équipes de Promotion ayant remporté des compétitions régionales les mois précédents. Vu la présence de ces équipes au plus haut niveau sans y avoir été promues sportivement, ce championnat n'est pas comptabilisé dans les archives officielles de l'URBSFA.
Les vingt clubs sont répartis en deux séries de dix, dont les quatre premiers s'affrontent ensuite lors d'un tour final, disputé « pour l'honneur ». Ce tournoi est remporté par le Liersche, sans qu'un titre de champion lui soit accordé donc.

## Clubs participants
Vingt clubs prennent part à la compétition, c'est six de plus que le nombre habituel. Ceux dont le matricule est mis en gras existent toujours aujourd'hui. Cette saison n'étant pas comptabilisée comme officielle, elle n'entre pas en ligne de compte pour les saisons disputées par chaque club parmi l'élite.
Les clubs sur fond vert dans les tableaux suivants sont ceux « invités » par la fédération à participer au championnat sans y avoir normalement accès.

### Série A
| #  | Nom                                       | Mat. | Ville                | Stades               | Saison 1938-1939  |
| -- | ----------------------------------------- | ---- | -------------------- | -------------------- | ----------------- |
| 1  | Sportclub Eendracht Alost                 | 90   | Alost                | Bredestraat          | Division 1A : 1er |
| 2  | Royal Sporting Club Anderlechtois         | 35   | Anderlecht           | Stade Émile Versé    | 5e                |
| 3  | Koninklijke Boom Football Club            | 58   | Boom                 | ?                    | 7e                |
| 4  | Royal Cercle Sportif Brugeois             | 12   | Bruges               | Stade du CS Brugeois | 11e               |
| 5  | Royal Football Club Brugeois              | 3    | Bruges               | De Klokke            | 14e               |
| 6  | Association Royale Athlétique La Gantoise | 7    | Gentbrugge           | Stade Jules Otten    | 12e               |
| 7  | Koninklijke Liersche Sportkring           | 30   | Lierre               | Lispersteenweg       | 2e                |
| 8  | Koninklijke Lyra                          | 52   | Lierre               | Lyrastadion          | Division 1A : 2e  |
| 9  | Royal Football Club Malinois              | 25   | Malines              | Achter de Kazerne    | 4e                |
| 10 | Royal White Star Athletic Club            | 47   | Woluwe-Saint-Lambert | rue de Kelle         | 10e               |

#### Localisations
| Liersche Lyra Boom FC Malinois Anderlecht White Star E. Aalst La Gantoise CS Brugeois FC Brugeois |

### Série B
| #  | Nom                                     | Mat. | Ville                 | Stades                 | Saison 1938-1939  |
| -- | --------------------------------------- | ---- | --------------------- | ---------------------- | ----------------- |
| 1  | Royal Antwerp Football Club             | 1    | Anvers                | Bosuilstadion          | 8e                |
| 2  | Beeringen FC                            | 522  | Beringen              | Mijnstadion            | Promotion D : 4e  |
| 3  | Royal Beerschot Athletic Club           | 13   | Anvers                | Kiel                   | 1er               |
| 4  | Daring Club de Bruxelles Société Royale | 2    | Molenbeek             | Stade du Daring        | 13e               |
| 5  | Royal Racing Club de Bruxelles          | 6    | Uccle                 | Vivier d'Oie           | Promotion C : 1er |
| 6  | Royal Olympic Club Charleroi            | 246  | Montignies-sur-Sambre | Stade de la Neuville   | 3e                |
| 7  | Royal Standard Club Liège               | 16   | Sclessin              | stade de Sclessin      | 9e                |
| 8  | Union Saint-Gilloise Société Royale     | 10   | Uccle                 | stade du Parc Duden    | 6e                |
| 9  | Royal Tilleur Football Club             | 21   | Tilleur               | Stade du Pont d'Ougrée | Division 1B : 1er |
| 10 | Royal Stade Waremmien Football Club     | 190  | Waremme               | ?                      | Promotion A : 11e |

#### Localisations
| Antwerp Beerschot Daring CB Union SG Racing CB Olympic Beeringen Waremme Standard CL R. Tilleur FC |

## Résultats

### Série A

#### Résultats des rencontres
Lors de la phase de groupes, chaque équipe ne rencontre qu'une seule fois chaque autre, il n'y a donc que 45 matches au programme dans le groupe.
| Résultats (▼dom., ►ext.)                                   | ALO | AND | BOO | CSB | FCB | LAG | LIE | LYR | FCM | WST |
| SC Eendracht Alost                                         |     | -   | -   | -   | -   | -   | -   | -   | -   | -   |
| R. SC Anderlechtois                                        |     |     | -   | -   | -   | -   | -   | -   | -   | -   |
| K. Boom FC                                                 |     |     |     | -   | -   | -   | -   | -   | -   | -   |
| R. CS Brugeois                                             |     |     |     |     | -   | -   | -   | -   | -   | -   |
| R. FC Brugeois                                             |     |     |     |     |     | -   | -   | -   | -   | -   |
| ARA La Gantoise                                            |     |     |     |     |     |     | -   | -   | -   | -   |
| K. Liersche SK                                             |     |     |     |     |     |     |     | -   | -   | -   |
| K. Lyra                                                    |     |     |     |     |     |     |     |     | -   | -   |
| FC Malinois                                                |     |     |     |     |     |     |     |     |     | -   |
| White Star AC                                              |     |     |     |     |     |     |     |     |     |     |
| - Victoire à domicile - Match nul - Victoire à l'extérieur |     |     |     |     |     |     |     |     |     |     |

#### Classement
| Rang | Équipe              | Pts | J | G | N | P | Bp | Bc | Diff |
| ---- | ------------------- | --- | - | - | - | - | -- | -- | ---- |
| 1    | R. White Star AC    | 13  | 9 | 6 | 1 | 2 | 29 | 20 | +9   |
| 2    | K. Liersche SK      | 12  | 9 | 6 | 0 | 3 | 23 | 14 | +9   |
| 3    | R. FC Malinois      | 12  | 9 | 6 | 0 | 3 | 27 | 18 | +9   |
| 4    | K. Lyra             | 10  | 9 | 5 | 0 | 4 | 27 | 16 | +11  |
| 5    | ARA La Gantoise     | 10  | 9 | 5 | 0 | 4 | 14 | 13 | +1   |
| 6    | R. SC Anderlechtois | 9   | 9 | 4 | 1 | 4 | 22 | 19 | +3   |
| 7    | R. CS Brugeois      | 9   | 9 | 4 | 1 | 4 | 17 | 21 | -4   |
| 8    | SC Eendraacht Alost | 6   | 9 | 3 | 0 | 6 | 16 | 25 | -9   |
| 9    | R. FC Brugeois      | 5   | 9 | 2 | 1 | 6 | 15 | 23 | -8   |
| 10   | K. Boom FC          | 4   | 9 | 2 | 0 | 7 | 18 | 30 | -12  |

Légende
Abréviations
 : Club issu d'une division inférieure non promu sportivement

### Série B

#### Résultats des rencontres
Lors de la phase de groupes, chaque équipe ne rencontre qu'une seule fois chaque autre, il n'y a donc que 45 matches au programme dans le groupe.
| Résultats (▼dom., ►ext.)                                   | ANT | BEE | BAC | DAR | RCB | OLY | STA | USG | TIL | WAR |
| R. Antwerp FC                                              |     | -   | -   | -   | -   | -   | -   | -   | -   | -   |
| Beeringen FC                                               |     |     | -   | -   | -   | -   | -   | -   | -   | -   |
| R. Beerschot AC                                            |     |     |     | -   | -   | -   | -   | -   | -   | -   |
| Daring CB SR                                               |     |     |     |     | -   | -   | -   | -   | -   | -   |
| R. Racing CB                                               |     |     |     |     |     | -   | -   | -   | -   | -   |
| R. Olympic CC                                              |     |     |     |     |     |     | -   | -   | -   | -   |
| R. Standard CL                                             |     |     |     |     |     |     |     | -   | -   | -   |
| Union St-Gilloise SR                                       |     |     |     |     |     |     |     |     | -   | -   |
| R. Tilleur FC                                              |     |     |     |     |     |     |     |     |     | -   |
| R. Stade Waremmien FC                                      |     |     |     |     |     |     |     |     |     |     |
| - Victoire à domicile - Match nul - Victoire à l'extérieur |     |     |     |     |     |     |     |     |     |     |

#### Classement
| Rang | Équipe                | Pts | J | G | N | P | Bp | Bc | Diff |
| ---- | --------------------- | --- | - | - | - | - | -- | -- | ---- |
| 1    | R. Beerschot AC T     | 14  | 9 | 6 | 2 | 1 | 30 | 6  | +24  |
| 2    | R. Racing CB          | 14  | 9 | 6 | 2 | 1 | 20 | 17 | +3   |
| 3    | R. Olympic CC         | 14  | 9 | 6 | 2 | 1 | 24 | 10 | +14  |
| 4    | R. Tilleur FC         | 10  | 9 | 3 | 4 | 2 | 18 | 17 | +1   |
| 5    | R. Antwerp FC         | 10  | 9 | 4 | 2 | 3 | 20 | 16 | +4   |
| 6    | R. Standard CL        | 8   | 9 | 4 | 0 | 5 | 25 | 19 | +6   |
| 7    | Daring CB SR          | 7   | 9 | 2 | 3 | 4 | 15 | 20 | -5   |
| 8    | Union St-Gilloise SR  | 7   | 9 | 3 | 1 | 5 | 18 | 28 | -10  |
| 9    | R. Stade Waremmien FC | 4   | 9 | 1 | 2 | 6 | 19 | 33 | -14  |
| 10   | Beeringen FC          | 3   | 9 | 1 | 1 | 7 | 10 | 33 | -23  |

Légende
Abréviations
T : Tenant du titre 1939

 : Club issu d'une division inférieure non promu sportivement

### Tour final
Contrairement à ce que l'on peut lire dans les archives du site de la fédération belge, le tour final a bel et bien eu lieu en cette saison 1940-1941. Mais ce tournoi à élimination directe n'est pas officiel car la fédération considère que la saison prend fin après la phase de groupes.
|  | Quarts de finale   | Quarts de finale   | Quarts de finale   | Quarts de finale   |                   |                   | Demi-finales | Demi-finales | Demi-finales | Demi-finales |  |  | Finale                                     | Finale                                     | Finale                                     | Finale                                     |
|  |                    |                    |                    |                    |                   |                   |              |              |              |              |  |  |                                            |                                            |                                            |                                            |
|  | 15 et 22 mars 1941 | 15 et 22 mars 1941 | 15 et 22 mars 1941 | 15 et 22 mars 1941 |                   |                   | 29 juin 1941 | 29 juin 1941 | 29 juin 1941 | 29 juin 1941 |  |  | 6 juillet 1941, Stade du Parc Duden, Uccle | 6 juillet 1941, Stade du Parc Duden, Uccle | 6 juillet 1941, Stade du Parc Duden, Uccle | 6 juillet 1941, Stade du Parc Duden, Uccle |
|  | 15 et 22 mars 1941 | 15 et 22 mars 1941 | 15 et 22 mars 1941 | 15 et 22 mars 1941 |                   |                   | 29 juin 1941 | 29 juin 1941 | 29 juin 1941 | 29 juin 1941 |  |  | 6 juillet 1941, Stade du Parc Duden, Uccle | 6 juillet 1941, Stade du Parc Duden, Uccle | 6 juillet 1941, Stade du Parc Duden, Uccle | 6 juillet 1941, Stade du Parc Duden, Uccle |
|  | K. Lyra            | K. Lyra            | 0                  | 2                  |                   |                   | 29 juin 1941 | 29 juin 1941 | 29 juin 1941 | 29 juin 1941 |  |  | 6 juillet 1941, Stade du Parc Duden, Uccle | 6 juillet 1941, Stade du Parc Duden, Uccle | 6 juillet 1941, Stade du Parc Duden, Uccle | 6 juillet 1941, Stade du Parc Duden, Uccle |
|  | K. Lyra            | K. Lyra            | 0                  | 2                  |                   |                   | 29 juin 1941 | 29 juin 1941 | 29 juin 1941 | 29 juin 1941 |  |  | 6 juillet 1941, Stade du Parc Duden, Uccle | 6 juillet 1941, Stade du Parc Duden, Uccle | 6 juillet 1941, Stade du Parc Duden, Uccle | 6 juillet 1941, Stade du Parc Duden, Uccle |
|  | R. Beerschot AC T  | R. Beerschot AC T  | 1                  | 4                  |                   |                   | 29 juin 1941 | 29 juin 1941 | 29 juin 1941 | 29 juin 1941 |  |  | 6 juillet 1941, Stade du Parc Duden, Uccle | 6 juillet 1941, Stade du Parc Duden, Uccle | 6 juillet 1941, Stade du Parc Duden, Uccle | 6 juillet 1941, Stade du Parc Duden, Uccle |
|  | R. Beerschot AC T  | R. Beerschot AC T  | 1                  | 4                  | R. Beerschot AC T | R. Beerschot AC T | 1            | 1            |              |              |  |  | 6 juillet 1941, Stade du Parc Duden, Uccle | 6 juillet 1941, Stade du Parc Duden, Uccle | 6 juillet 1941, Stade du Parc Duden, Uccle | 6 juillet 1941, Stade du Parc Duden, Uccle |
|  | 15 et 22 mars 1941 |                    |                    |                    | R. Beerschot AC T | R. Beerschot AC T | 1            | 1            |              |              |  |  | 6 juillet 1941, Stade du Parc Duden, Uccle | 6 juillet 1941, Stade du Parc Duden, Uccle | 6 juillet 1941, Stade du Parc Duden, Uccle | 6 juillet 1941, Stade du Parc Duden, Uccle |
|  |                    |                    | K. Liersche SK     | K. Liersche SK     | 2                 | 2                 |              |              |              |              |  |  | 6 juillet 1941, Stade du Parc Duden, Uccle | 6 juillet 1941, Stade du Parc Duden, Uccle | 6 juillet 1941, Stade du Parc Duden, Uccle | 6 juillet 1941, Stade du Parc Duden, Uccle |
|  | R. Olympic CC      | R. Olympic CC      | K. Liersche SK     | K. Liersche SK     | 2                 | 2                 | 0            | 1            |              |              |  |  | 6 juillet 1941, Stade du Parc Duden, Uccle | 6 juillet 1941, Stade du Parc Duden, Uccle | 6 juillet 1941, Stade du Parc Duden, Uccle | 6 juillet 1941, Stade du Parc Duden, Uccle |
|  | R. Olympic CC      | R. Olympic CC      | 29 juin 1941       |                    |                   |                   | 0            | 1            |              |              |  |  | 6 juillet 1941, Stade du Parc Duden, Uccle | 6 juillet 1941, Stade du Parc Duden, Uccle | 6 juillet 1941, Stade du Parc Duden, Uccle | 6 juillet 1941, Stade du Parc Duden, Uccle |
|  | K. Liersche SK     | K. Liersche SK     | 2                  | 7                  |                   |                   |              |              |              |              |  |  | 6 juillet 1941, Stade du Parc Duden, Uccle | 6 juillet 1941, Stade du Parc Duden, Uccle | 6 juillet 1941, Stade du Parc Duden, Uccle | 6 juillet 1941, Stade du Parc Duden, Uccle |
|  | K. Liersche SK     | K. Liersche SK     | 2                  | 7                  | K. Liersche SK    | K. Liersche SK    | 3            | 3            |              |              |  |  |                                            |                                            |                                            |                                            |
|  | 15 et 22 mars 1941 |                    |                    |                    | K. Liersche SK    | K. Liersche SK    | 3            | 3            |              |              |  |  |                                            |                                            |                                            |                                            |
|  |                    |                    | R. White Star AC   | R. White Star AC   | 1                 | 1                 |              |              |              |              |  |  |                                            |                                            |                                            |                                            |
|  | R. Racing CB       | R. Racing CB       | R. White Star AC   | R. White Star AC   | 1                 | 1                 | 4            | 0            |              |              |  |  |                                            |                                            |                                            |                                            |
|  | R. Racing CB       | R. Racing CB       |                    |                    |                   |                   |              |              |              |              |  |  |                                            |                                            |                                            |                                            |
|  | R. FC Malinois     | R. FC Malinois     | 0                  | 7                  |                   |                   |              |              |              |              |  |  |                                            |                                            |                                            |                                            |
|  | R. FC Malinois     | R. FC Malinois     | 0                  | 7                  | R. FC Malinois    | R. FC Malinois    | 1            | 1            |              |              |  |  |                                            |                                            |                                            |                                            |
|  | 15 et 22 mars 1941 |                    |                    |                    | R. FC Malinois    | R. FC Malinois    | 1            | 1            |              |              |  |  |                                            |                                            |                                            |                                            |
|  |                    |                    | R. White Star AC   | R. White Star AC   | 3                 | 3                 |              |              |              |              |  |  |                                            |                                            |                                            |                                            |
|  | R. Tilleur FC      | R. Tilleur FC      | R. White Star AC   | R. White Star AC   | 3                 | 3                 | 3            | 3            |              |              |  |  |                                            |                                            |                                            |                                            |
|  | R. Tilleur FC      | R. Tilleur FC      |                    |                    |                   |                   |              | 3            |              |              |  |  |                                            |                                            |                                            |                                            |
|  | R. White Star AC   | R. White Star AC   | 8                  | 2                  |                   |                   |              |              |              |              |  |  |                                            |                                            |                                            |                                            |
|  | R. White Star AC   | R. White Star AC   | 8                  | 2                  |                   |                   |              |              |              |              |  |  |                                            |                                            |                                            |                                            |
|  |                    |                    |                    |                    |                   |                   |              |              |              |              |  |  |                                            |                                            |                                            |                                            |

### Meilleur buteur
Albert De Cleyn (R. FC Malinois), avec 19 buts. Ce titre de meilleur buteur n'est lui non plus pas reconnu comme officiel par la fédération.

## Récapitulatif de la saison
- Champion : K Liersche SK, titre non officiel

| Région flamande (11)            | Région flamande (11) | Province de Brabant (5)      | Province de Brabant (5) | Région wallonne (4)    | Région wallonne (4) |
| ------------------------------- | -------------------- | ---------------------------- | ----------------------- | ---------------------- | ------------------- |
| Province d'Anvers               | 6                    | Région de Bruxelles-Capitale | 5                       | Province de Hainaut    | 1                   |
| Province de Flandre-Occidentale | 2                    | Province du Brabant flamand  | 0                       | Province de Liège      | 3                   |
| Province de Flandre-Orientale   | 2                    | Province du Brabant wallon   | 0                       | Province de Luxembourg | 0                   |
| Province de Limbourg            | 1                    |                              |                         | Province de Namur      | 0                   |

1. ↑  Au niveau footballistique, la province de Brabant est toujours unitaire malgré sa partition territoriale en 1995.

### Bilan de la saison
| Championnat de Belgique de football 1940-1941 |                               |
| Champion                                      | K. Liersche SK (non officiel) |
| Dauphin                                       | R. White Star AC              |
| Promotions et relégations                     |                               |
| Promus en Division d'Honneur                  | aucun                         |
| Relégués en Division 1                        | aucun                         |